# Bont bootsmannetje
Het bont bootsmannetje (Notonecta maculata) is een wants uit de familie van de Notonectidae (Bootsmannetjes). De soort werd het eerst wetenschappelijk beschreven door Johan Christian Fabricius in 1794.

## Uiterlijk
Het slanke bootsmannetje heeft, als volwassen dier, altijd volledige vleugels en kan 13,5 tot 16,5 mm lang worden. De voorvleugels zijn wit, geel tot oranje, vaak met donkere vlekken. Het scutellum is zwart en de zijrand van het het scutellum is langer dan de middenspleet in het driehoekige gebied rond het scutellum, de clavus. De achterrand van het halsschild is enigszins naar buiten afgebogen en heeft afgeronde, stompe hoeken aan de voorkant. De bovenkant van het achterlijf onder de vleugels is donker en heeft aan de voor en achterkant een oranje dwarsband.

## Leefwijze
De soort komt de winter door als volwassen dier en er is één generatie in het jaar. De soort leeft in zonnige stilstaande wateren, vaak in zure vennen en ook in brak water. Het zijn uitstekende zwemmers en vliegers, maar bewegen zich onbeholpen op het land. Ze jagen op diverse prooien, vaak op insecten die in het water zijn gevallen.

## Leefgebied
De soort is in Nederland algemeen, vooral in het westen van het land. Het verspreidingsgebied strekt zich uit van Europa, Noord-Afrika tot in Klein- en Centraal-Azië, India en Pakistan.